# Автоспорт в сезоне 1907
Сезон 1907 года — второй сезон в истории проведения гонок Гран-при.

## Обзор сезона
В сезоне доминировал итальянский автогонщик Феличе Наззаро, выигравший единственную «Большую гонку» (Grande Épreuve), проходившую в этом сезоне — Гран-при Франции, а также две другие гонки — Targa Florio и Kaiserpreis. В отличие от трёх предыдущих лет, Кубок Вандербильта не проводился из-за организационных проблем.

## Большие гонки
| Название         | Трасса | Дата   | Победитель     | Конструктор | Отчёт |
| ---------------- | ------ | ------ | -------------- | ----------- | ----- |
| Гран-при Франции | Дьеп   | 2 июля | Феличе Наззаро | Fiat        | отчет |

## Прочие Гран-при
| Название                          | Трасса                    | Дата       | Победитель        | Конструктор       | Отчёт |
| --------------------------------- | ------------------------- | ---------- | ----------------- | ----------------- | ----- |
| Targa Florio                      | Мадоние                   | 22 апреля  | Феличе Наззаро    | Fiat              | Отчёт |
| Москва—Санкт-Петербург            | Дороги общего пользования | 7 июня     | Артур Дюре        | Lorraine-Dietrich | Отчёт |
| Kaiserpreis                       | Таунус                    | 13—14 июня | Феличе Наззаро    | Fiat              | Отчёт |
| Ardennes Circuit (Формула Кайзер) | Бастонь                   | 25 июля    | Джон Мур-Брабазон | Minerva           | Отчёт |
| Ardennes Circuit                  | Бастонь                   | 27 июля    | Пьер де Катерс    | Mercedes          | Отчёт |
| Coppa Florio                      | Брешиа                    | 1 сентября | Фердинандо Миноя  | Isotta-Fraschini  | Отчёт |
| Coppa della Velocità              | Брешиа                    | 2 сентября | Алессандро Каньо  | Itala             | Отчёт |